# Lixus spartii

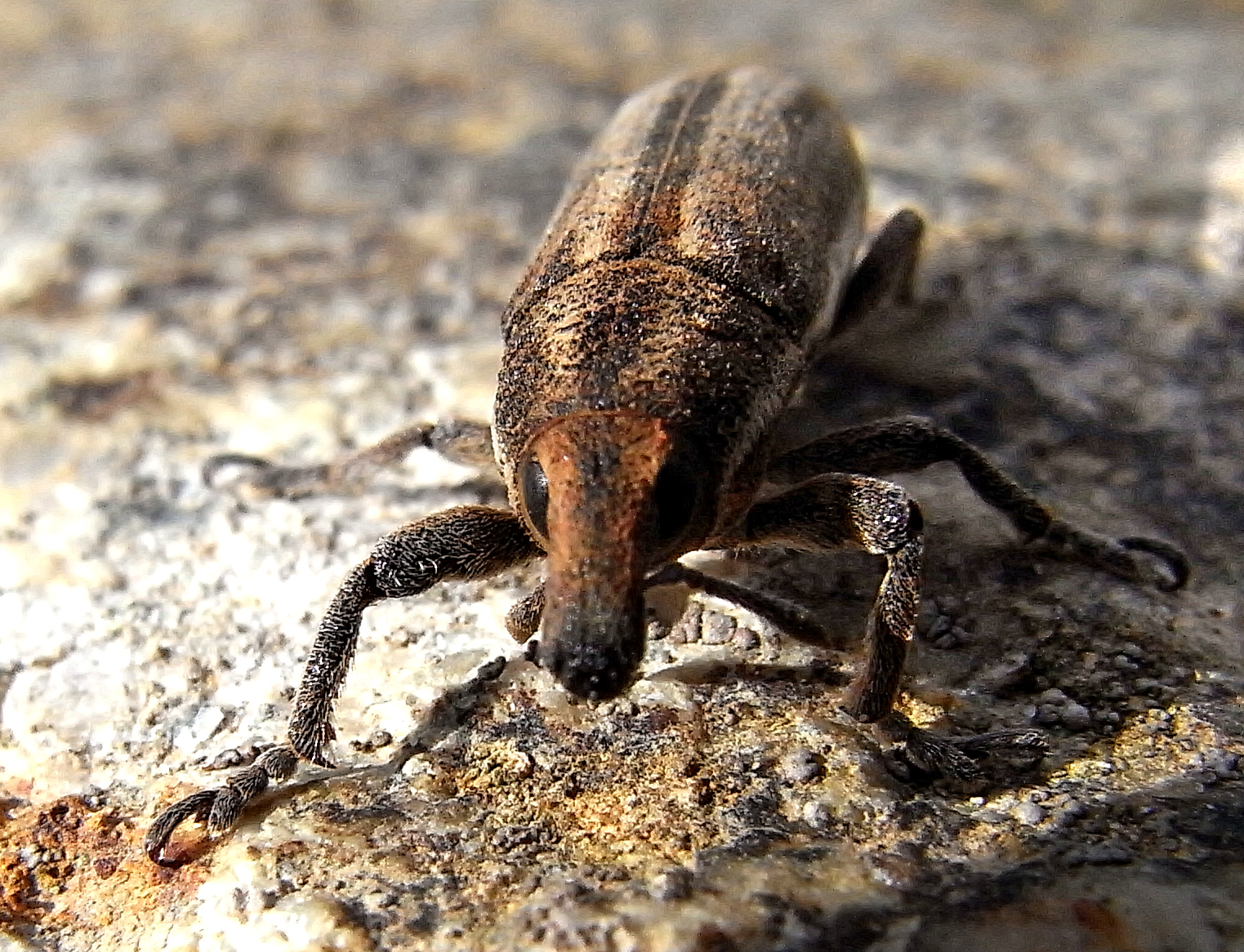
Vorderansicht

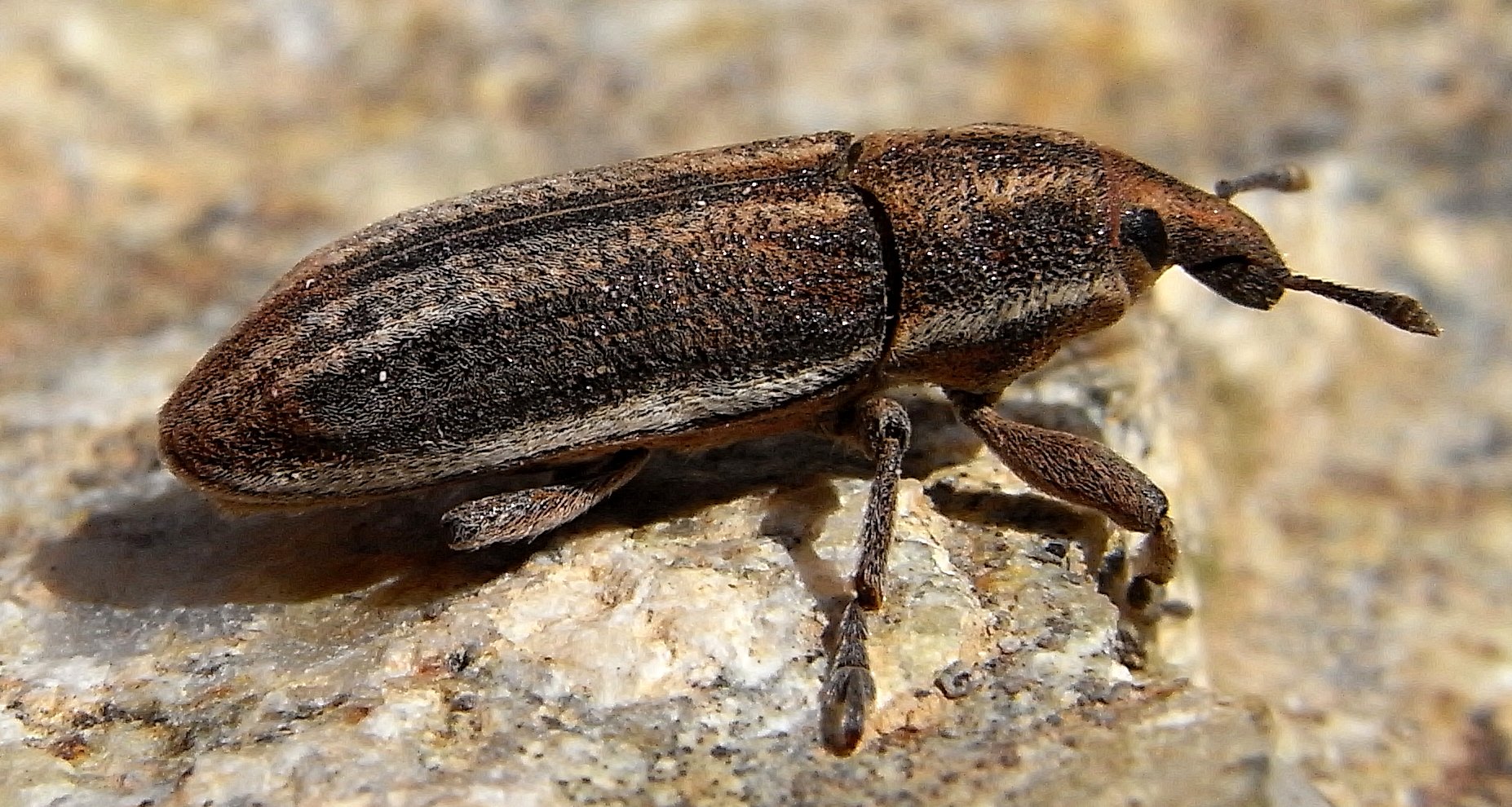
Seitenansicht

Lixus spartii oder Lixoglyptus spartii ist ein Käfer der Gattung Lixus und der Untergattung Lixoglyptus. Für diesen Rüsselkäfer, der in Südeuropa heimisch ist, wurde der deutsche Name Ginster-Stängelrüssler vorgeschlagen. Man findet das unscheinbare Tier an Ginster (Genista) und Geißklee (Cytisus).

## Körpermerkmale
Der Körper ist 9 bis 16 Millimeter lang, langgestreckt und erscheint bräunlich mit hellen Streifen. Der Chitinpanzer ist dick und sehr robust.
Der Kopf ist zu einem Rüssel verlängert, an dessen Ende die Mundwerkzeuge liegen. Der Rüssel ist mäßig lang, wenig gekrümmt und dicker als die kräftigen Oberschenkel (Femora). Er erreicht beim Männchen etwa die Hälfte, beim Weibchen etwa zwei Drittel der Länge des Halsschildes. Er ist grob und etwas runzelig punktiert, die Punktierung ist nicht sehr dicht und unregelmäßig. Auf der Spitze ist der Rüssel in Form einer Mittelfurche eingedrückt, sonst stielrund. Die Einlenkungsstelle der Fühler liegt im vorderen Drittel des Rüssels. Von ihr läuft eine Fühlerfurche bogig nach hinten unten und mündet vor den Augen auf der Unterseite des Rüssels. Die Fühler sind gekniet, der Schaft ist deutlich kürzer als die Geißel. Diese besteht aus sieben Gliedern, das letzte schließt eng an die dreigliedrige Keule an. Die Stirn ist nur weniger breiter als der Rüssel. Die Augen sind oval und wenig vorstehend. Ihr Unterrand erreicht etwa die Höhe der Unterseite des Rüssels.
Das Schildchen ist winzig. Die Flügeldecken sind etwas schmaler als der Halsschild. Ihre Seiten verlaufen fast parallel und sind in der Mitte nur äußerst schwach erweitert. Sie sind durch parallele Punktstreifen in acht etwa gleich breite Intervalle eingeteilt. Die Intervalle sind granuliert, gegen die Basis wird die Granulierung kräftiger und dichter, die Punkte der Punktstreifen dagegen werden undeutlich. Am Ende sind die Flügeldecken nicht wie bei vielen andern Arten der Gattung Lixus divergierend spitz ausgezogen, sondern jede einzeln abgerundet: Lediglich durch die Behaarung können sie etwas spitz erscheinen. Auch an der Basis sind die Flügeldecken einzeln gerundet, flach, mit mehr oder weniger deutlichen Basaleindrücken, wodurch die Basis des dritten Intervalls hervorgehoben wird. Die Flügeldecken sind mit mehr oder weniger deutlichen Längsbinden und einer scharf abgesetzten Seitenbinde gezeichnet. Diese werden dadurch verursacht, dass die weiße Behaarung entweder fein und kurz ist, so dass die dunkle Farbe des Chitins der Flügeldecke durchscheint – oder die Haare sind dichter und schuppenartig verdickt, so dass die dunkle Grundfarbe verdeckt wird. Die hellen Bereiche überwiegen, die dunkeln Streifen befinden sich auf der Flügeldeckennaht und auf dem fünften und achten Zwischenraum der Punktstreifen. Die Streifen der Flügeldeckenzeichnung setzen sich auf dem Halsschild fort. Dieser ist breiter als lang und verbreitert sich nach hinten leicht konisch. An den Seiten ist er nicht flach eingedrückt. Oben ist der Vorderrand etwas nach vorn gezogen und auf Höhe der Augen ist der Halsschild nach vorn rundlich erweitert (Augenlappen). Die Mittellinie ist leicht vertieft. Ein Mittelkiel kann angedeutet sein und beiderseits der Mittellinie können zwei weiße Haarbinden auftreten. Die Unterseite ist dicht weißlich behaart mit kahlen Stellen (Kahlpunkte). Es sind fünf Sternite sichtbar. Die Schenkel sind ungezähnt, die Tarsen viergliedrig. Die Klauen sind an der Basis nicht verwachsen (frei).

## Lebensweise
Die Käfer entwickeln sich in den Wurzeln von Ginster und wenigen anderen Arten.

## Verbreitung
Neben Nordafrika, Italien, Frankreich, Spanien und Portugal wird auch Schweden als Verbreitungsgebiet angegeben.